# Johann Georg Pisendel
Johann Georg Pisendel (26. prosince 1687, Cadolzburg – 25. listopadu 1755, Drážďany) byl německý houslista a skladatel období vrcholného baroka.
Koncertní mistr dvorního orchestru v Drážďanech. Přítel českého skladatele Jana Dismase Zelenky.